# Aluísio Napoleão de Freitas Rego
Aluízio Napoleão de Freitas Rego (* 20. November 1914 in Belém (Pará); † 14. September 2006 in Brasília) war ein brasilianischer Diplomat und Schriftsteller.

## Leben
Aluísio Napoleão de Freitas Rego war der Sohn von Matilde de Freitas und Hugo Napoleão do Rego.
1942 heiratete er Regina Margarida Pessegueiro Quinto Alves. Ihr gemeinsamer Sohn, Hugo Napoleão do Rego Neto, wurde am 31. Oktober 1943 in Portland (Oregon) geboren, wo Aluísio Napoleão de Freitas Rego als Viceconsul für Oregon und Washington tätig war.
Von 1924 bis 1931 besuchte Rego das Lycée Français do Rio de Janeiro und wurde für seine rhetorischen Fähigkeiten mit einer Bronzemedaille der Pariser Stadtverwaltung ausgezeichnet. Von 1932 bis 1959 schrieb er für die Zeitungen in Rio de Janeiro Artikel, Kurzgeschichten, Essays und Literaturkritik. Im Jahr 1936 erhielt er die Anerkennung als Bachelor of Laws der Universidade Federal do Rio de Janeiro. 
Nachdem Rego 1952 zur Delegation zur Einweihung des Denkmals für Alberto Santos Dumont in Saint-Cloud gehörte wurde er 1956 von der Luft und Raumfahrtbehörde auch mit den Feierlichkeiten zum Alberto Santos Dumont-Jahr betraut. Aus diesem Anlass veröffentlichte er eine zweite Ausgabe seines Buches Santos Dumont e a conquista do ar. (Santos Dumont und der Eroberung der Luft). 1957 wurde er in das Instituto Histórico e Geográfico Brasileiro gewählt.
Vom 5. Oktober 1961 bis zum 20. Januar 1969 wurde Rego dann als Botschafter in Teheran, der Hauptstadt Irans, und vom 14. Februar 1969 bis 15. August 1974 in Stockholm eingesetzt und vertrat dabei die brasilianische Regierung bei der Beisetzung von Frederik IX. Nachdem am 15. August 1974 die Regierungen von Brasilien und der Volksrepublik China diplomatische Beziehungen aufgenommen hatten, wurde Rego am 12. April 1975 als erster brasilianischer Botschafter in der Volksrepublik China akkreditiert und blieb bis 1981 in Peking im Amt.

## Veröffentlichungen
- Santos-Dumont: Conquest of the Air, Aluízio Napoleão – 1997